# Польський дім
Польський дім (пол. Dom Polski) — одна з польських національних інституцій, що діють на Житомирщині.
З ініціативою створення Польського дому в Житомирі у 1997 році виступило Об'єднання поляків Житомирщини «Полонія», вона була підтримана Сенатом Республіки Польща та Спілкою «Польська спільнота». В реалізації ідеї взяли участь Федерація польських організацій в Україні та Британська полонія. 
Урочисте відкриття Польського дому відбулося 27 липня 1999 року. Будинок є власністю Спілки «Польська спільнота» у Варшаві.
В грудні 2011 р. директором Польського дому було обрано Ірину Олександрівну Першко.
В червні 2019 року організація відзначила 20-річчя діяльности.

## Діяльність
Основними напрямками осередку є культурно-освітня та адміністративно-господарська діяльність. При будинку функціонує бібліотека, читальний зал, проходять репетиції польських художніх колективів, відбуваються організаційні заходи етнічних польських спільнот. Частину приміщень надано під спортивну залу, кав'ярню, готель тощо. Осередок організовує денні табори, спортивні змагання, олімпіади для школярів з польським походженням.